# Campionati del mondo di atletica leggera 2023 - 5000 metri piani femminili
La specialità dei 5000 metri piani femminili dei campionati del mondo di atletica leggera 2023 si è svolta il 25 e 26 agosto 2023 al Centro nazionale di atletica leggera di Budapest, in Ungheria.

## Podio
| Pos.    | Atleta          | Nazionalità | Tempo    |
| ------- | --------------- | ----------- | -------- |
| Oro     | Faith Kipyegon  | Kenya       | 14'53"88 |
| Argento | Sifan Hassan    | Paesi Bassi | 14'54"11 |
| Bronzo  | Beatrice Chebet | Kenya       | 14'54"33 |

## Situazione pre-gara

### Record
Prima di questa competizione, il record del mondo (RM) e il record dei campionati (RC) erano i seguenti.
| Record                | Prestazione | Atleta               | Data                          | Competizione  |
| --------------------- | ----------- | -------------------- | ----------------------------- | ------------- |
| Record mondiale       | 14'05"20    | Faith Kipyegon Kenya | 9 giugno 2023 Parigi, Francia |               |
| Record dei campionati | 14'26"72    | Hellen Obiri Kenya   | 5 ottobre 2019 Doha, Qatar    | Mondiali 2019 |

### Campioni in carica
I campioni in carica a livello mondiale e olimpico erano:
| Campione | Atleta                   | Prestazione | Data                                         | Competizione         |
| -------- | ------------------------ | ----------- | -------------------------------------------- | -------------------- |
| Olimpico | Sifan Hassan Paesi Bassi | 14'36"79    | 2 agosto 2021 Tokyo, Giappone                | Giochi olimpici 2021 |
| Mondiale | Gudaf Tsegay Etiopia     | 14'46"29    | 26 agosto 2023 Eugene, Stati Uniti d'America | Mondiali 2022        |

### La stagione
Prima di questa gara, le atlete con le migliori tre prestazioni dell'anno erano:
| Pos. | Atleta                   | Prestazione | Data                               |
| ---- | ------------------------ | ----------- | ---------------------------------- |
| 1    | Faith Kipyegon Kenya     | 14'05"20    | 9 giugno 2023 Parigi, Francia      |
| 2    | Letesenbet Gidey Etiopia | 14'07"94    | 9 giugno 2023 Parigi, Francia      |
| 3    | Gudaf Tsegay Etiopia     | 14'12"29    | 23 luglio 2023 Londra, Regno Unito |

## Risultati

### Batterie
I primi 8 di ogni batteria (Q) si qualificano alla finale.
| Pos. | Batteria    | Atleta                     | Nazionalità      | Tempo    | Note                                     |
| ---- | ----------- | -------------------------- | ---------------- | -------- | ---------------------------------------- |
| 1    | 2           | Sifan Hassan               | Paesi Bassi      | 14:32.29 | Q                                        |
| 2    | 2           | Faith Kipyegon             | Kenya            | 14:32.31 | Q                                        |
| 3    | 2           | Ejgayehu Taye              | Etiopia          | 14:33.23 | Q                                        |
| 4    | 2           | Freweyni Hailu             | Etiopia          | 14:34.16 | Q                                        |
| 5    | 2           | Lilian Kasait Rengeruk     | Kenya            | 14:36.61 | Q                                        |
| 6    | 2           | Nozomi Tanaka              | Giappone         | 14:37.98 | Q,                                       |
| 7    | 2           | Nadia Battocletti          | Italia           | 14:41.78 | Q                                        |
| 8    | 2           | Laura Galván               | Messico          | 14:43.94 | Q,                                       |
| 9    | 1           | Beatrice Chebet            | Kenya            | 14:57.70 | Q                                        |
| 10   | 1           | Gudaf Tsegay               | Etiopia          | 14:57.72 | Q                                        |
| 11   | 1           | Margaret Chelimo Kipkemboi | Kenya            | 15:00.10 | Q                                        |
| 12   | 1           | Agate Caune                | Lettonia         | 15:00.48 | Miglior prestazione personale            |
| 13   | 1           | Elise Cranny               | Stati Uniti      | 15:01.53 | Q                                        |
| 14   | 1           | Medina Eisa                | Etiopia          | 15:03.07 | Q                                        |
| 15   | 1           | Alicia Monson              | Stati Uniti      | 15:03.35 | Q                                        |
| 16   | 1           | Maureen Koster             | Paesi Bassi      | 15:05.13 | Q                                        |
| 17   | 1           | Francine Niyomukunzi       | Burundi          | 15:05.24 | q                                        |
| 18   | 2           | Natosha Rogers             | Stati Uniti      | 15:06.58 |                                          |
| 19   | 1           | Rose Davies                | Australia        | 15:07.93 | Miglior prestazione personale stagionale |
| 20   | 1           | Karoline Bjerkeli Grøvdal  | Norvegia         | 15:08.96 |                                          |
| 21   | 1           | Ririka Hironaka            | Giappone         | 15:11.16 | Miglior prestazione personale stagionale |
| 22   | 2           | Joselyn Daniely Brea       | Venezuela        | 15:11.16 |                                          |
| 23   | 2           | Amy-Eloise Markovc         | Gran Bretagna    | 15:13.66 | Miglior prestazione personale stagionale |
| 24   | 2           | Camilla Richardsson        | Finlandia        | 15:13.84 |                                          |
| 25   | 1           | Sarah Chelangat            | Uganda           | 15:14.89 |                                          |
| 26   | 2           | Jessica Hull               | Australia        | 15:15.89 |                                          |
| 27   | 1           | Megan Keith                | Gran Bretagna    | 15:21.94 |                                          |
| 28   | 1           | Julie-Anne Staehli         | Canada           | 15:24.09 |                                          |
| 29   | 2           | Mariana Machado            | Portogallo       | 15:28.97 |                                          |
| 30   | 1           | Viktória Wagner-Gyürkés    | Ungheria         | 15:29.42 |                                          |
| 31   | 1           | Ludovica Cavalli           | Italia           | 15:32.95 |                                          |
| 32   | 2           | Anjelina Nadai Lohalith    | Atleti Rifugiati | 15:35.25 |                                          |
| 33   | 2           | Prisca Chesang             | Uganda           | 15:37.02 |                                          |
| 34   | 1           | Lauren Ryan                | Australia        | 15:40.23 |                                          |
| 35   | 1           | Briana Scott               | Canada           | 15:42.56 |                                          |
| 36   | 2           | He Wuga                    | Cina             | 15:54.30 |                                          |
| 37   | 2           | Erin Teschuk               | Canada           | 15:56.54 |                                          |
| 38   | 1           | Yuma Yamamoto              | Giappone         | 16:05.57 |                                          |
|      | 2           | Fedra Aldana Luna Sambran  | Argentina        | dnf      |                                          |
| 2    | Sarah Lahti | Svezia                     | dns              |          |                                          |

### Finale
La finale si è svolta il 26 agosto alle ore 20:50.
| Class.  | Nome                       | Nazione     | Tempo    | Note |
| ------- | -------------------------- | ----------- | -------- | ---- |
| Oro     | Faith Kipyegon             | Kenya       | 14:53.88 |      |
| Argento | Sifan Hassan               | Paesi Bassi | 14:54.11 |      |
| Bronzo  | Beatrice Chebet            | Kenya       | 14:54.33 |      |
| 4       | Margaret Chelimo Kipkemboi | Kenya       | 14:56.62 |      |
| 5       | Ejgayehu Taye              | Etiopia     | 14:56.85 |      |
| 6       | Medina Eisa                | Etiopia     | 14:58.23 |      |
| 7       | Freweyni Hailu             | Etiopia     | 14:58.31 |      |
| 8       | Nozomi Tanaka              | Giappone    | 14:58.99 |      |
| 9       | Elise Cranny               | Stati Uniti | 14:59.22 |      |
| 10      | Laura Galván               | Messico     | 14:59.32 |      |
| 10      | Lilian Kasait Rengeruk     | Kenya       | 14:59.32 |      |
| 12      | Maureen Koster             | Paesi Bassi | 15:00.78 |      |
| 13      | Gudaf Tsegay               | Etiopia     | 15:01.13 |      |
| 14      | Alicia Monson              | Stati Uniti | 15:04.08 |      |
| 15      | Francine Niyomukunzi       | Burundi     | 15:15.01 |      |
| 16      | Nadia Battocletti          | Italia      | 15:27.86 |      |